# 特羅卡達烏帕齊拉
特羅卡達乌帕齐拉是孟加拉国庫爾納縣的一个乌帕齐拉，位於庫爾納专区的庫爾納縣。。

## 人口
據1991年孟加拉國人口普查，特羅卡達共有戶數18,372戶，人口102972人。其中男性佔比51.01%，女性佔比48.99%；成年人口50,377人。該地7歲以上人口之平均識字率為31.6%，低於全國平均值（32.4%）。